# Opades costipennis
Opades costipennis é uma espécie de coleóptero da tribo Eburiini (Cerambycinae); com distribuição no Brasil, Colômbia, Equador, Guiana Francesa e Suriname.

## Sistemática
- Ordem Coleoptera
  - Subordem Polyphaga
    - Infraordem Cucujiformia
      - Superfamília Chrysomeloidea
        - Família Cerambycidae
          - Subfamília Cerambycinae
            - Tribo Eburiini
              - Gênero Opades
                - O. costipennis (Buquet in Guérin-Méneville, 1884)